# Arabis planisiliqua
Arabis planisiliqua là một loài thực vật có hoa trong họ Cải. Loài này được (Pers.) Rchb. mô tả khoa học đầu tiên năm 1850.